# Амали
Амали — ім'я династії правителів готів, що правили з IV століття на теренах сучасної України, в Східній та Центральній Європі.

## Історія
Відповідно до готських легенд родоначальником усього готського народу був «Гаутам» (також Гаутам — одне з імен Одіна в скандинавських сагах). За ним слідують двома інші напівміфічні керманичі. Після них слідував Амала, від якого, за переказами, веде свою назву королівський рід остготів.
Онук Амали, син Ізернія — король Острогота, є першим історично підтвердженим Амалом і першим дійсним королем з цього роду (близько 240). Але лише з часу могутнього остготского завойовника Ерманаріха (350–376) починається безперервний ряд остготський королів з дому Амали, що триває до сучасника Юстиніана I, Теодагада.
Найбільшим представником цієї династії був Теодоріх Великий, що прославляється в німецьких героїчних сагах під ім'ям Дітріха Бернського. Він і його герої присутні в «Нібелунгах» та інших давньогерманських поемах та іменуються Амелунгами, тобто нащадками Амали.

## Нащадки
Щонайменше дві родини заявляли, що походять від Амалів. Перша родина це Біллунги, герцоги Саксонії, які також відомі як Амелунги або Емлінгени. Інша родина це Соловйови, барони Російської імперії з 1727 року (німецьких джерелах відомі як «von Solowhoff»). Соловйови заявляли, що їхнім предком був Ерманаріх.